# Bobo Chan
Pour les articles homonymes, voir Chan.
Bobo Chan (chinois : 陳文媛), née le 18 septembre 1979 à Hong Kong, est une mannequin, actrice et chanteuse hong-kongaise.

## Biographie
Le premier rôle de Bobo Chan au cinéma est dans Tempting Heart en 1999. En 2001, elle présente son premier album Shine. Entre 2003 et 2005, elle rejoint TVB et est présente dans quatre de leurs drames avant de se séparer. Entre 2005 et 2008, Bobo réduit son implication dans la comédie et se concentre sur d'autres projets jusqu'à ce que le cyberscandale Edison Chen affecte sa carrière.

### Scandale des photos privées
En janvier et février 2008, des photos de Bobo Chan posant nue en privé et faisant une fellation à Edison Chen sont divulguées sur Internet. Le scandale implique également Gillian Chung, Cecilia Cheung, Mandy Chen et d'autres femmes.
Elle aurait eu une liaison avec Edison Chen quelques mois jusqu'à la mi-2004.
Les photos affectent gravement la carrière et la vie personnelle de Bobo Chan : l'annulation de contrats avec les médias, la fin de toutes les mentions de produits à son image et la fin de ses fiançailles, le jugement public. Bobo Chan s'isole en espérant que la pression ne soit plus au bout d'un an. Elle se rend aux États-Unis pendant dix mois. Malheureusement, même après un an, le scandale reste vivace. En 2009, elle parle de l'incident pour la première fois dans une interview exclusive avec Ming Pao Weekly et remercie son petit ami de l'époque, l'homme d'affaires Jin Ziyao, de l'avoir accompagnée à travers les moments difficiles.

### Retraite
Alors que Gillian Chung, Cecilia Cheung et Edison Chen parviennent à ravoir une carrière dans l'industrie du divertissement, Bobo Chan décide d'arrêter. Elle prend la gestion d'une boutique de bijoux en cristal, Crystal Jamming, à l'été 2009. Lors d'une petite cérémonie publique avec des amis du divertissement et de la presse lors de l'ouverture de sa boutique dans le quartier North Point de Hong Kong, elle indique qu'elle quitte l'industrie du divertissement pour commencer une existence plus tranquille afin d'éviter de causer d'autres problèmes aux personnes les plus proches d'elle.

## Discographie
- Shine (2001)
- Bounce (2002)
- Graceful (2002)
- BoBo Chan – Phase 1 The Retrospect (2003)
- Fantasia (2005)

## Filmographie
- 2000 : Lian xing shi dai
- 2001 : Yau leng ching shu
- 2002 : Dang nan ren bian cheng nu ren
- 2003 : Chow lok yuen
- 2004 : Huet saat (TV)
- 2005 : Hau bei tim sum
- 2005 : Ching mai hak sum lam (série télévisée, 20 épisodes)
- 2006 : Boon chui yan gaan

## Source de la traduction
- (en) Cet article est partiellement ou en totalité issu de l’article de Wikipédia en anglais intitulé « Bobo Chan » (voir la liste des auteurs).